# Georgij Glazkov
Gueorgui Fëdorovič Glazkov (in russo Георгий Фёдорович Глазков?; Vladimirovo, 1º dicembre 1911 – Mosca, 18 novembre 1968) è stato un calciatore, allenatore di calcio e hockeista su ghiaccio sovietico.

## Palmarès

### Giocatore

#### Club
- Vysšaja Liga: 3

Spartak Mosca: 1936 (autunno), 1938, 1939
- Kubok SSSR: 4

Spartak Mosca: 1938, 1939, 1946, 1947

#### Individuale
- Capocannoniere della Vysšaja Liga: 1

1936 (autunno) (7 gol)